# 三台县
三臺縣是中国四川省绵阳市所辖的一个县，古称郪縣。

## 县城历史
三臺历史悠久，春秋战国时期，郪王国的国都在今三臺县郪江镇。汉高祖六年（公元前201年）在此置郪县，南朝萧梁时置涪城县，元至元二十年（1283年）涪城县并入妻县。此后历代在此设县、州、府等，名称各异，主要用名有郪县、梓州、潼川府，治所也在今郪江镇与今三臺縣城（潼川镇）之间反复变化。其中梓州是“四川”的四个“川”之一（“四川”指益州路、梓州路、利州路、夔州路）。清雍正十二年（1734年）设置三臺縣，县城从此固定在潼川府（今潼川镇）。
三臺在历史上享有“川北重镇、剑南名都”之美誉。历为州、郡、府、路、治所，唐宋时就与成都齐名，被誉为“西南大都”既是交通“襟喉之地”，又是商品集散地及经济文化中心。
郪江曾用名千子公社、千子乡，三十年代更名为郪江乡，1992年建镇，同年被命名为省历史文化名镇。

## 地形地貌
三臺属川中丘陵地区，地势北高南低，由北向南倾斜。平均海拔450米左右，最高点龙树镇西北博。达岭海拔672米，最低点建中乡。江河边短沟口海拔307.2米。以丘陵为主，丘陵面积占幅员面积94.3％，平坝河谷面积占5.7％；有耕地面积83029公顷，农业人均耕地0.95亩；有水域9782公顷，森林69700公顷。山丘起伏，沟壑纵横，梯地层迭，林果粮间长，多种经营具有广阔发展前景。

## 自然气候
三臺属亚热带湿润季风气候区，具有春暖明丽，夏热多雨，秋多绵霖，冬少严寒的特点。气候温和，四季分明，常年平均气温16.7℃，年平均降水量882.2毫米，年均无霜期283天，宜于农、林、牧、副、渔全面发展。

## 行政区划
三台县下辖31个镇、2个乡：
潼川镇、塔山镇、龙树镇、石安镇、富顺镇、三元镇、秋林镇、新德镇、新生镇、鲁班镇、景福镇、紫河镇、观桥镇、郪江镇、中新镇、古井镇、西平镇、八洞镇、乐安镇、建平镇、中太镇、金石镇、新鲁镇、刘营镇、灵兴镇、芦溪镇、立新镇、永明镇、建中镇、老马镇、北坝镇、忠孝乡和断石乡。

## 面积人口
幅员面积2660.58平方公里。耕地82488公顷。人口密度553人／平方公里，现有人口148万，是人口大县，其中农业人口123万。县内有汉、回、藏、羌、满等１１个民族。以回族为主的少数民族占总人0.03%。城区面积15平方公里，常住人口约18万。
根據全國第七次人民口普查結果，至2020年11月1日零时，三台县常住人口数为955811人。

## 文化史
唐代诗人杜甫曾于安史之乱期间于梓州居住一年零八个月，在此期间作的诗留传下来的有近150首，其中包括著名的爱国诗篇《闻官军收河南河北》。
现在三臺的梓州公园（牛头山，山名可能源于杜甫的诗“衮衮上牛头”）上建有三臺杜甫草堂以纪念杜甫。
在清末民國時期，三臺（潼川府）是英國公誼會差會的傳教中心之一，並設有總堂潼川禮拜堂。

## 教育
全县目前无高等学校，主要的普通高中学校有：四川省三臺中學、三臺县第一中学、三臺县芦溪中学、三臺县塔山中学、三臺县西平中学、三臺县观桥中学。县城内主要的初等中学有：潼川中学、三臺英语实验中学（原三台师范校，名义上并入三台中學）、梓州中学、城西中学。主要的小学有：潼川二小、潼川一小、潼川三小、潼川四小（原三臺师范校附属小学）。
抗日战争期间，国立东北大学（今东北大学）曾内迁于三臺縣，占用潼川联立高级中学（今三臺中学）部分校舍。东北大学回迁沈阳后，在此建川北大学，四年后，川北大学迁南充，后几经更名，成为今西华师范大学。
三臺中學的前身是1905年成立的潼川府中学堂以及民国期间设立的三臺縣女子中學；三臺縣第一中學的前身是民国政府设立的国立第十八中学。

## 景点
- 雲臺觀，道教寺庙群，位于安居镇云臺山，始建于南宋开禧二年（1206年），创建人赵法应。 雲臺觀现存明清古建筑有：玄天宫、三皇观、城隍殿、慈航阁、青龙殿、白虎殿、十殿、九间房、灵官殿、降魔殿、藏经阁、梓潼殿、茅庵殿（供奉开山祖师赵法应）、香亭、木牌坊、钟楼、鼓楼、回龙阁、长廊亭、石华表、券洞门、三合门、三天门、玉带桥等。从山门至玄天宫绵延二里余。
- 郪江古镇，古郪国遗址。
- 郪江汉墓群郪江汉墓群分布在郪江镇金钟山、泉水坝、松林嘴、天平土，银杏沟等五处，经普查有上万座，实地勘察暴露的有1683座。
- 鲁班湖，原名鲁班水库，建于1980年代初，引水于都江堰，为三臺縣的农业灌溉起了重大作用。
- 团结水库，又名翠湖，位于县城西北30公里，距金石镇3公里处，因其山清水秀，风光绮旎，被誉为巴蜀小“西湖”。
- 梓州公园，位于潼川镇牛头山，山上有为纪念杜甫而建的三臺杜甫草堂。
- 东山公园，位于县城东涪江东岸东山。

## 文物保护单位
全国重点文物保护单位5处：潼川古城墙、雲臺觀、尊胜寺、郪江崖墓群、蓝池庙。
省级文物保护单位12处：琴泉寺、三臺东塔及北塔、建平玉皇庙、刘营广东会馆、毛主席著作学习室、帝主庙、王爷庙、常乐寺、平基寺、蓝家宅、柳池九龙桥、秦家桥。

## 特产
涪城麦冬：中国地理标志产品。